# Lutoasa
Lutoasa (węg. Csomortán) – wieś w Rumunii, w okręgu Covasna, w gminie Mereni. W 2011 roku liczyła 446 mieszkańców.